# Rebecca Ferratti
Rebecca Michelle Ferratti (nacida el 27 de noviembre de 1964) es una actriz, modelo, y bailarina estadounidense. 
Ha trabajado en más de 25 películas. Ha sido bailarina en muchos vídeos musicales y ha posado para muchas revistas, incluyendo Playboy. Fue Playmate del Mes en junio de 1986.

## Vida y carrera
Ferratti nació en Helena (Montana). 
Después de su reportaje en Playboy,  tuvo papeles en varias películas de cine B. Ella también apareció en Ace Ventura como la exmujer del personaje de Randall "Tex" Cobb, quién contrata a Ace Ventura para recuperar a su cachorro en la primera escena de la película.

### Filmografía
- Malibu Beach 1978
- Just one with the guys 1985
- ¡Tres Amigos! 1986
- Gor 1987
- Beverly Hills Cop II 1987
- Cheerleader Camp 1988
- Silent assassins 1988
- How I got into college 1989
- Outlaw De Gor 1989
- Small kill
- Ace Ventura 1994
- Cyborg 3: The Recycler 1994
- Hard Vice 1994
- Embrace of the Vampire 1995

Series
- 1st and ten (1984-1991)
- American Gladiators  (1989-1997)
- Sweating bullets  (1991-1993)
- Erotic Confesions (1994-)

### Vídeos musicales
Ferratti trabajó como bailarina en vídeos musicales para los siguientes artistas:
- Cheap Trick
- Aerosmith
- Mötley Crüe
- David Lee Roth
- The Beach Boys
- Winger
- Donny Osmond
- DIO